# Олімпійська медаль
Олімпійська медаль (англ. Olympic medal; грец. Ολυμπιακό μετάλλιο) — знак відмінності за особисті або командні спортивні досягнення у змаганнях на Олімпійських іграх, також вважається атрибутикою, яка використовується Міжнародним олімпійським комітетом для просування ідеї Олімпійського руху в усьому світі.
Олімпійська медаль має певну градацію:
- золота медаль — за перше місце
- срібна медаль — за друге місце;
- бронзова медаль — за третє місце.

Але іноді цей порядок не дотримувався, як в Іграх I Олімпіади.
Золоту, срібну та бронзову нагороди в сукупності називають комплектом олімпійських медалей.

## Історія
У змаганнях Античних Олімпійських ігор нагородою була не медаль, її створили набагато пізніше. В античності нагороди могли бути якими завгодно: Геракла нагородили вінком з дикої оливи, в наступні еллінські національні Олімпійські ігри були розіграні різні призи. Цар Ендіміон за перемогу віддав своє царство, а учасниками були його сини. Переможець отримував велику суму золотих монет, славу і різні цінності. За 293 Олімпіади Стародавньої Греції було розіграно багато призів, вручених приблизно 330 учасникам, але жодна медаль викутою і подарованою не була.
Вперше рішення про впровадження традиції нагороджувати переможців Ігор Олімпіади медалями було прийнято Першим Олімпійським конгресом в 1894 році, за два роки до I Олімпійських ігор, що пройшли в Греції, в місті Афіни. Всі основні правила нагороджень і основоположні принципи були прописані в головному збірнику статутних документів Олімпійського руху — Олімпійської хартії. Основним принципом, описаним в Олімпійській хартії, була роздача медалей переможцям залежно від зайнятих місць: зайнявшим перше і друге місця спортсменам вручають медалі з срібла 925-ї проби, а медаль переможця повинна бути покрита шістьма грамами чистого золота. Діаметр самої медалі близько 60 мм, товщина 3 мм. За третє місце спортсмени нагороджуються бронзовими медалями. Розміри були встановлені, але протягом багатьох років вони змінювалися. Змінювали також форму, звичну круглу форму скасовували в 1900 році на Іграх II Олімпіади, а на III зимових Олімпійських іграх у 1932 році була обрана рельєфна форма на гурті.
До 1960 року медалі виготовлялися без кріплень і вручалися переможцям прямо в руки. Організатори Ігор 1960 року у Римі вперше виготовили тонкі бронзові ланцюжка у формі оливкової гілки, щоб медалі можна було вішати на шиї спортсменам. Цікаво, що, вводячи непередбачене правилами нововведення, організатори підстрахувалися і вручили дівчатам, що виносили медалі для нагородження, ножиці, щоб перерізати ланцюжки в разі заперечень. Однак ідея сподобалася, і з тих пір до олімпійських медалей стали кріпитися ланцюжки або стрічки.
Найбільш за формою медалі що відрізнялися були відлиті для Зимових Олімпійських ігор: XI в 1972 році, XIX зимових Олімпійських ігор 2002 року, а в 1998 році для XVIII ігор були зроблені медалі з додатковою прощілиною, доплавленою зверху, для зручного затягання стрічки. Ця ідея стала застосовуватися пізніше майже у всіх Олімпійських медалях.

## Літні

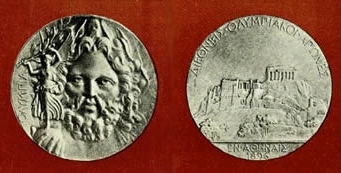
Срібна медаль Ігор I Олімпіади

### Ігри I Олімпіади
У квітні 1896 року проходили I літні Олімпійські ігри в Афінах, на яких було роздано 43 комплекти медалей у 9 видах спорту. Відмінною особливістю ігор було те, що нагороджень золотою медаллю не було: переможцям, які зайняли перше місце у змаганнях, вручалися медалі, зроблені з срібла з позолотою. Володарі других місць отримували бронзові медалі, треті місця враховуватися стали пізніше, після прийняття відповідного рішення Міжнародним олімпійським комітетом.
На лицевій стороні нагородної медалі викарбувана голова Зевса Олімпійського, батька богів. Він стискає в правій долоні земну кулю, зі стоячій на ньому богинею перемоги Нікою, яка притримує руками над головою величезну оливкову гілку. Зліва розташована вертикально знизу вгору, грецькими літерами напис: "Олімпія" (англ. OLYMPIA; грец. Ολυμπία). Праворуч — прізвище художника Жюль Шаплен (англ. J. C. Chaplain; грец. J. C. Shaplen).
На зворотному боці зображено Акрополь. Вгорі півколом написано по-грецьки друкованими літерами: «Міжнародні Олімпійські ігри» (англ. International Olympic Games; грец. Διεθνείς Ολυμπιακοί Αγώνες), а внизу у два рядки продовження — «в Афінах, 1896» (англ. in Athens in 1896.; грец. στην Αθήνα, 1896).

### Ігри II Олімпіади

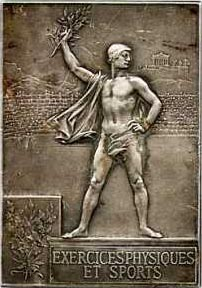
Нагородна плакетка, оборотна сторона

Таким же чином, як і на попередніх іграх, на літніх Олімпійських іграх 1900 року розподілялися медалі учасникам, які зайняли перші два місця в кожному виді спорту. Переможцям вручали срібні, а учасникам, які зайняли друге місце, бронзові медалі.
Пам'ятні нагороди сильно відрізнялися своєю формою — перший і єдиний раз в історії літніх Олімпійських ігор нагороди мали прямокутну форму (називались «плакетками»). Фраза «Олімпійські ігри» на нагородної плакетці, так і на пам'ятній медалі були відсутні, у зв'язку з одночасним проведенням Олімпійських ігор і Всесвітній виставці, яка проходила в Парижі.
Зображення нагородної плакетки та пам'ятної медалі відрізнялися, проте виготовлені вони були з однакових металів, в основному з бронзи, при цьому нагородна плакетка покрита шаром срібла, і її легко прийняти за срібну.
Художником зображень на пам'ятній медалі виявився француз Жюль Шаплен, створив олімпійські нагороди для переможців I Олімпіади в Афінах. На лицьовій стороні медалі — окрилена богиня перемоги, окрилена в повітрі, несе переможця. У правій руці в неї вінок і пальмова гілка. Переможець тримає смолоскип. Напис по-французьки: «Exposition Universelle Internationale Paris 1900» — Міжнародна Всесвітня виставка. Париж. 1900. (англ. The international world's fair. Paris. 1900; фр. L Exposition universelle internationale. Paris. 1900). Унизу на тлі панорами Парижа вибито напис: Exercices Physiques Et Sports (Фізичні вправи і спорт).

### Ігри III Олімпіади

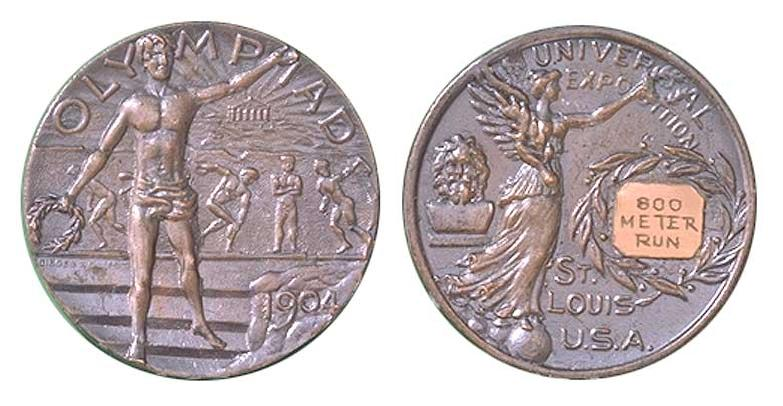
Срібна медаль за біг на 800 м

З цих ігор, почали нагороджувати золотими, срібними і бронзовими медалями трьох переможців, а не двох, як було в попередніх Олімпійських іграх. Але точно також, як і в 1900 році, Олімпійські ігри збігалися з проведенням Всесвітньої виставки в місті Сент-Луїсі, штат Міссурі (США). Уряд США розпорядився випустити близько 500 золотих, 500 бронзових олімпійських нагород і понад 1500 пам'ятних медалей.
На лицьовій стороні нагородний медалі зображений у повний зріст переможець Ігор з вінком у правій руці, за яким змагаються у різних видах спорту атлети, на тлі Акрополя. Зверху півколом напис: «Olympiad» (Олімпіада), трохи нижче в горизонталь — «1904». На зворотному боці — в повний зріст, богиня перемоги з вінком переможця і пальмовою гілкою, що стоїть на земній кулі, вона повернена праворуч, а ліворуч — бюст Зевса Олімпійського. Вгорі напис: «Universal Exposition» (Всесвітня виставка). Внизу: «St. Louis, U. S. A.» (Сент-Луїс, США). Праворуч від богині — лавровий вінок, в центрі якого гравірувалась назва виду спорту, за перемогу в якому призначалася медаль.
Пам'ятна медаль восьмикутної форми, на лицьовій стороні якої три герба міста, штату і США — в орнаменті з листя і дата — «1803» (рік приєднання Луїзіани до Сполученим Штатам Америки, сторіччя цієї події і була присвячена Всесвітня виставка в Сент-Луїсі). Текст медалі: «Universal Exposition Commemorating The Olympic Games 1904, Physical Culture Department» (Всесвітня виставка. На пам'ять про Олімпійські ігри, 1904. Департамент фізичної культури). Далі вигравірувані підписи керівників Оргкомітету по підготовці до Ігор. На зворотному боці — фігура олімпійського чемпіона з оливковою гілкою на тлі висхідного сонця. Напис: «Olympic Games St. Louis USA 1904» (Олімпійські ігри, Сент-Луїс, США, 1904).

### Ігри IV Олімпіади
Історія створення медалей цих ігор відрізнялися своєрідністю і оригінальністю, в звичку ввійшло кардинально змінювати дизайн, склад металів і розміри винагород. Лондон від цієї звички не відмовився. Автор ескізу Бертрам Маккенан у співпраці з Британською олімпійською радою вирішив провести медалі дуже маленькі — 33 мм в діаметрі. Остаточна ескізи медалі були передані в Королівську Академію, для узгодження.
Порушуючи правила Олімпійської хартії, змінювали не тільки розмір, але і склад металів, а саме відсоток золота в призовий медалі за перше місце. Було вирішено відливати з чистого золота 583-ї проби, а не позолочені, як були всі попередні варіанти у минулих іграх. Саме з цим пов'язане зменшення розмірів, за рахунок чого вона зовні була дуже схожа на велику ювілейну монету.
На лицьовій стороні нагородний медалі зображені, що стоїть в повний зріст, оголений атлет-переможець і з обох боків дві напівголі жіночі фігури, які покладають вінок на його голову. Внизу напис: «Olympic Games London 1908» (Олімпійські ігри, Лондон, 1908). На зворотному боці — зображення святого Георгія Побідоносця на коні, що вражає дракона, а перед ним — богиня перемоги з пальмовою гілкою в правій руці. Праворуч, на задньому фоні, велике дубове дерево. На ребрі медалі вигравірувано назва виду спорту, за перемогу в якому вона призначалася.

### Ігри V Олімпіади
У момент обрання міста Олімпійських ігор — Стокгольму у Швеції вирішили влаштувати конкурс на найкращий ескіз медалі. Підготовчий комітет вирішив розподілити нагородження в наступному порядку: переможці в індивідуальних змаганнях отримають медалі із золота, учасники команд-переможниць — срібні позолочені медалі, посіли другі і треті місця — срібні і бронзові медалі.
Відмінною рисою є те, що одна сторона нагородний медалі залишилася такою ж, як у нагороди Лондонської Олімпіади, 1908 року. Ескізи нагородної та пам'ятної медалі підготував шведський скульптор Ерік Ліндберг.

### Ігри XXIX Олімпіади
На Літніх Олімпійських іграх 2008 року, які проходили в Пекіні, було розіграно 958 нагород у 28 видах спорту. 87 із 202 країн отримали медалі, інші поїхали додому без нагороди. Всього брало участь 11 099 спортсменів.
З вибору проекту Міжнародним олімпійським комітетом Ван Іпен став автором дизайну медалей, ідеї якого на зворотному боці кожної медалі Олімпійських ігор у Пекіні вигравіруваний емблема ігор 2008 року та олімпійські кільця, на лицьовій — зображена богиня перемоги, де на тлі — грецький стадіон Панатінаїкос, який був перебудований спеціально для перших у новітній історії ігор в 1896 році.

## Список медалей

### Дизайн медалей Літніх олімпійських ігор
Інформація про всі медалі Літніх олімпійських ігор:
| Ігри | Країна, що проводить ігри | Інформація | Дизайнер(и)                                                                           | Виробник                                        | Діаметр (мм) | Товщина (мм) | Вага (г)    |
| ---- | ------------------------- | --- | ------------------------------------------------------------------------------------- | ----------------------------------------------- | ------------ | ------------ | ----------- |
| 1896 | Афіни, Греція             | Лицьова сторона: Зевс тримає Ніку Оборотна сторона: Акрополіс | Шаплен, Жуль-КлементЖуль-Клемент Шаплен                                               | Паризький монетний двір                         | 48           | 3.8          | 0ий         |
| 1900 | Париж, Франція            | Лицьова сторона: Крилата богиня тримає лаврові гілки; Париж на задньому плані Оборотна сторона: Перемігший атлет тримає лаврові гілки; Акрополь на задньому плані Примітка: Єдина Олімпійська медаль не круглої форми | Вернон, Фредерік                                                                      | Паризький монетний двір                         | 59 x 41      | 3.2          | 053         |
| 1904 | Сент-Луїс, Міссури, США   | Лицьова сторона: Ніка тримає лавровий вінець і пальмовий лист Оборотна сторона: Атлет тримає лавровий вінок; Грецький храм на задньому плані | Dieges & Clust                                                                        | Dieges & Clust                                  | 37.8         | 3.5          | 021         |
| 1908 | Лондон, Велика Британія   | Лицьова сторона: Атлет тримає лавровий вінець від двох жіночих фігур Оборотна сторона: Святий Георгій верхом на коні Ребро: «Vaughton», назва змагання і ім'я переможця | Макеннал, Бертрам                                                                     | Vaughton & Sons                                 | 33           | 4.4          | 021         |
| 1912 | Стокгольм, Швеция         | Лицьова сторона: Атлет отримує лавровий вінець від двох жіночих фігур Оборотна сторона: Геральд відкриває ігри з статуєю Пера Хенріка Лінга позаду нього | Макенналl, БертрамБертрам Макенналl (Лицева сторона) Ерік Ліндберг (Оборотна сторона) | C.C. Sporrong & Co                              | 33.4         | 1.5          | 024         |
| 1920 | Антверпен, Бельгія        | Лицьова сторона: Атлет тримає лавровий вінок і пальмовий лист Оборотна сторона: Статуя Сільвіуса Брабо Ребро: Ім'я, назва змагання, команда, «Антверп» і дата | Жозе Дюпон                                                                            | Coosmans                                        | 59           | 4.4          | 079         |
| 1924 | Париж, Франція            | Лицьова сторона: Один атлет підтримує другого Оборотна сторона: Арфа і різноманітний спортивний інвентар | Ріво, АндреАндре Ріво                                                                 | Паризький монетний двір                         | 55           | 4.8          | 079         |
| 1928 | Амстердам, Нідерланди     | Дизайн: Trionfo Примітка: Дизайн лицевої сторони, іноді відтворювана, оставалась до 2004, а дизайн оборотної сторони залишався до 1972 | Кассіолі, Джузеппе                                                                    | Данський державний монетний двір                | 55           | 3            | 066         |
| 1932 | Лос-Анджелес, США         | Design: Trionfo | Кассіолі, Джузеппе                                                                    | Whitehead & Hoag                                | 55.3         | 5.7          | 096         |
| 1936 | Берлін, Німеччина         | Design: Trionfo «B.H MAYER PFORZHEIM 990» | Кассіолі, Джузеппе                                                                    | B.H. Mayer                                      | 55           | 5            | 071         |
| 1948 | Лондон, Велика Британія   | Design: Trionfo | Кассіолі, Джузеппе                                                                    | John Pinches                                    | 51.4         | 5.1          | 060         |
| 1952 | Хельсінкі, Фінляндія      | Design: Trionfo Edge: 916 M / Y6 (Factory Stamp) | Кассіолі, Джузеппе                                                                    | Kultakeskus Oy                                  | 51           | 4.8          | 046.5       |
| 1956 | Мельбурн, Австралія       | Design: Trionfo | Кассіолі, Джузеппе                                                                    | K.G. Luke                                       | 51           | 4.8          | 068         |
| 1960 | Рим, Італія               | Design: Trionfo Оточений: Бронзовий лавровий вінець і ланцюжок з лаврових листків | Кассіолі, Джузеппе                                                                    | Artistice Fiorentini                            | 68           | 6.5          | 211         |
| 1964 | Токіо, Японія             | Design: Trionfo | Кассіолі, Джузеппе і Тошикака Кошиба                                                  | Японський монетний двір                         | 60           | 7.5          | 062         |
| 1968 | Мехіко, Мексика           | Design: Trionfo | Кассіолі, Джузеппе                                                                    | 60                                              | 6            | 130          |             |
| 1972 | Мюнхен, Німеччина         | Лицьова сторона: Trionfo Оборотна сторона: Кастор і Поллукс, діти близнюки Зевса та Ліди Ребро: Ім'я переможця та дисципліна | Кассіолі, Джузеппе(Лицьова сторона) Маркс, Герхард (Оборотна сторона)                 | Баварський монетний двір                        | 66           | 6.5          | 102         |
| 1976 | Монреаль, Канада          | Лицьова сторона: Trionfo Оборотна сторона: Стилізований лавровий вінець і логотип Монреальських ігор Ребро: Назва дисципліни | Кассіолі, Джузеппе Джузеппе Кассіолі (Лицева сторона)                                 | Королівський Канадський монетний двір           | 60           | 5.8          | 154         |
| 1980 | Москва, СРСР              | Лицьова сторона: Trionfo Оборотна сторона: Стилізований олімпійський вогонь і логотип Московських ігор | Кассіолі, Джузеппе(Лицева сторона) Постол, Ілля (Оборотна сторона)                    | Московський монетний двір                       | 60           | 6.8          | 125         |
| 1984 | Лос-Анджелес, США         | Лицьова сторона: Trionfo Оборотна сторона: Олімпійського чемпіона натовп несе на руках Примітка: Оборотна сторона повертається до дизайну Кассіолі | Кассіолі, Джузеппе                                                                    | Jostens, Inc                                    | 60           | 7.9          | 141         |
| 1988 | Сеул, Південна Корея      | Лицьова сторона: Trionfo Оборотна сторона: Силует голуба несущого лаврову гілку і логотип Сеульських Ігор | Кассіолі, Джузеппе(Лицева сторона)                                                    | Korea Minting and Security Printing Corporation | 60           | 7            | 152         |
| 1992 | Барселона, Іспанія        | Лицьова сторона: Нова інтерпретація Trionfo Оборотна сторона: Логотип Барселонських ігор | Хав'єр Корберо                                                                        | Королівський монетний двір (Іспанія)            | 70           | 9.8          | 231         |
| 1996 | Атланта, США              | Лицьова сторона: Нова інтерпретація Trionfo Оборотна сторона: Стилізована оливкова гілка, логотип ігор в Атланті і «Столітні Олімпійські Ігри» Ребро: «Комітет Олімпійських ігор Атланти» | Malcolm Grear Designers                                                               | Reed & Barton                                   | 70           | 5            | 181         |
| 2000 | Сідней, Австралія         | Лицьова сторона: Нова інтерпретація Trionfo Оборотна сторона: Сіднейський оперний театр, Олімпійський вогонь і олімпійські кільця Ребро: Назва змагання | Піетраник, Вожціеч                                                                    | Австралійський королівський монетний двір       | 68           | 5            | 180         |
| 2004 | Афіни, Греція             | Лицьова сторона: Ніка з стадіоном Панатінаіко на задньому плані Оборотна сторона: Олімпійський вогонь, початкові строфи восьмої Піндарової Олімпійської Оди і логотип ігор в Афінах | Вотци, Єлена                                                                          | 60                                              | 5            | 135          |             |
| 2008 | Пекін, Китай              | Лицьова сторона: Ніка з стадіоном Панатінаіко на задньому плані Оборотна сторона: нефритове кільце з логотипом ігор в Пекіні в центрі і назвою змагання по периметру | Йонг, Хао                                                                             | China Banknote Printing and Minting Corporation | 70           | 6            | 200         |
| 2012 | Лондон, Велика Британія   | Лицьова сторона: Ніка з стадіоном Панатінайко на задньому плані Оборотна сторона: Ріка Темза та логотип Лондонських ігор з кутовими лініями на задньому плані | Ваткінс, Девід                                                                        | Королівський монетний двір                      | 85           | 7            | 375-400     |
| 2014 | Сочі, Росія               | Лицьова сторона: викарбувані Олімпійські кільця Зворотний бік: назва виду змагань, а також Емблема Ігор Сочі 2014 Форма: Кругла, в центрі медалей - вставка, виконана з високоміцного прозорого полікарбонату, у вигляді кристалів символізуючих зиму. За допомогою гравіювання на нагороди нанесено «клаптикову ковдру» Ігор - мозаїка з національних візерунків народів Росії. Офіційна назва Ігор російською, англійською та французькою мовами розміщено на гурті. | Ескіз - Leo Burnett, тех.дизайн - Адамас                                              | Адамас                                          | 100          | 10           | 531,525,460 |

## Олімпійські медалі в філателії
Олімпійська філателія народилася разом з сучасними Олімпійськими іграми. Перші марки присвячені Олімпійським іграм надійшли в поштове звернення в день відкриття Ігор, а не на другий день, як вважають деякі вітчизняні автори. Греція зробила можливо пару видів марок із зображенням медалі літніх Олімпійських ігор, але і інші країни, такі як СРСР, Гамбія, Лаос, Корея, Угорщина випустили малу партію марок з ілюстрацією медалі, Сьєрра-Леоне випустила свою марку з елементом головної нагороди.
Кожен раз, в період проходження Ігор країни-учасники, а іноді різні інші держави, виготовляють марки зображують медалі: золоті, срібні, бронзові. Кількість не фіксується. Незважаючи на те, що плакетка на літніх Олімпійських ігор в Парижі 1900 була сама незвичайна, марки виготовило кілька країн і в малій кількості, хоча медалі добре підходять за формою.
Традиція виготовляти марки із зображенням нагород перед початком Олімпійських ігор, але після їх остаточного затвердження МОК-му, збереглася і досі.